# LG Display
 (novembre 2020).
LG Display est une société de fabrication d'écrans à différentes technologies d'affichage (LED, OLED, Mini-LED...) filiale de LG. C'est le deuxième plus grand vendeur au monde, avec 16,1 % de parts de marché en 2024, derrière Samsung.

## Histoire
LG Display était, à sa création en 1999, une coentreprise entre LG Electronics et Koninklijke Philips Electronics. Elle était connue sous le nom de LG.Philips LCD. En 2008, Philips revend l'intégralité de sa participation dans la coentreprise. Le 12 décembre 2008, LG.Philips LCD annonce le changement de son nom en LG Display, et par la même occasion la diversification de ses activités.
L'entreprise possède actuellement huit usines de production, à Gumi et Paju en Corée du Sud. Les modules sont assemblés à Nanjin et Guangzhou en Chine et Wroclaw en Pologne.

## Production
LG Display est actuellement un fabricant majeur dans le secteur des dalles IPS.[réf. nécessaire] Elle produit actuellement pour Dell, NEC, Asus, Apple (iMac, iPad, iPhone, iPod Touch).  